# Kasimir von Dewall (General)
Kasimir Adolf Karl August Franz Georg Christian Wilhelm von Dewall (* 11. Juli 1811 in Erkelenz; † 25. März 1895 in Wiesbaden) war ein preußischer Generalleutnant.

## Leben

### Herkunft
Kasimir war Angehöriger der Adelsfamilie von Dewall und ein Sohn des gleichnamigen Landrats Kasimir von Dewall (1773–1826) und dessen Ehefrau Anna Henriette Wilhelmine, geborene von Grolmann (1780–1836), Tochter des Geheimen Rates Ludwig Adolf Christian von Grolmann (1741–1809). Sein Vater war Herr auf Schmidthausen bei Kleve und im Dezember 1802 in Wien in den Reichsadelsstand erhoben worden. Seine Tante Emilie Katharina Maria Sophie van de Wall (1775–1828) war mit dem hessischen Minister Karl Ludwig Wilhelm von Grolman verheiratet.

### Militärkarriere
Dewall trat am 11. Juli 1828 als Musketier in das 25. Infanterie-Regiment der Preußischen Armee ein, avancierte bis Ende Oktober 1830 zum überzähligen Sekondeleutnant und wurde am 24. Juli 1831 über den Etat einrangiert. Von 1833 bis 1839 war er als Lehrer an die Divisionsschule der 15. Division tätig und am 22. März 1845 wurde er als Adjutant zur 16. Infanterie-Brigade kommandiert. Er wurde am 18. Juli 1846 zum Premierleutnant befördert und am 27. Juni 1848 als Adjutant bei der Inspektion der Bundestruppen eingesetzt. Er stieg am 22. November 1849 zum Hauptmann in der Adjutantur auf und am 18. April 1850 in die Armeeabteilung des Kriegsministeriums versetzt. Am 14. November 1854 wurde er dort zum Major befördert. Er wurde am 28. April 1857 in die Abteilung für persönliche Angelegenheiten versetzt, dazu wurde er dem 25. Infanterie-Regiment aggregiert. Am 4. September 1858 wurde er mit dem Roten Adlerorden III. Klasse mit Schleife und am 23. September 1858 mit dem Ritterkreuz des Guelphen-Ordens ausgezeichnet. Am 31. Mai 1859 zum Oberstleutnant befördert, kam er am 1. Juli 1860 als zweiter Bevollmächtigter in die Bundesmilitärkommission nach Frankfurt am Main abkommandiert. Am 30. Juli 1860 erhielt er auch das Ritterkreuz des Leopold-Ordens. Er wurde am 18. Oktober 1861 zum Oberst befördert und erhielt am 13. Juni 1863 das Kommandeurskreuz des Ordens der Württembergischen Krone. Er wurde am 18. Juni 1865 unter Belassung seiner Stellung zu den Offizieren von der Armee versetzt und zum Generalmajor befördert. Am 20. März 1866 wurde er mit dem Großoffizierskreuz des Ordens der Eichenkrone ausgezeichnet. Am 17. Juni 1866 erhielt er den Befehl, sich nach Berlin zu begeben und sich zur Verfügung des Kriegsministers zustellen. Sein Gehalt wurde ab dem 27. September 1866 auf 3000 Taler jährlich festgelegt.
Am 2. Oktober 1866 wurde er Militärbevollmächtigter bei der nach Artikel VII des Prager Friedens zwecks Auseinandersetzung über das bisherige Bundeseigentum der in Frankfurt am Main zusammengetretenen Kommission. Am 4. Oktober 1866 wurde er mit dem Roten Adlerorden II. Klasse mit Eichenlaub. Anschließend wurde er am 7. Januar 1868 mit dem Charakter als Generalleutnant und Pension zur Disposition gestellt. Er starb am 25. März 1895 in Wiesbaden.

### Familie
Dewall heiratete am 6. Oktober 1845 in Darmstadt Marie Zimmermann (1818–1901), eine Tochter des Carl Wilhelm Zimmermann und dessen Ehefrau Johanna Zimmermann geborene Fritsch. Das Paar hatte mehrere Kinder:
- Auguste (1853–1942) ⚭ 1874 Josias von Heeringen (1850–1926), preußischer Generaloberst
- Pauline Wilhelmine Karoline Adolfine (* 1854) ⚭ 1876 August Pfeiffer (1848–1919), Geheimer Regierungs- und Medizinalrat